# 라이헨바흐 폭포

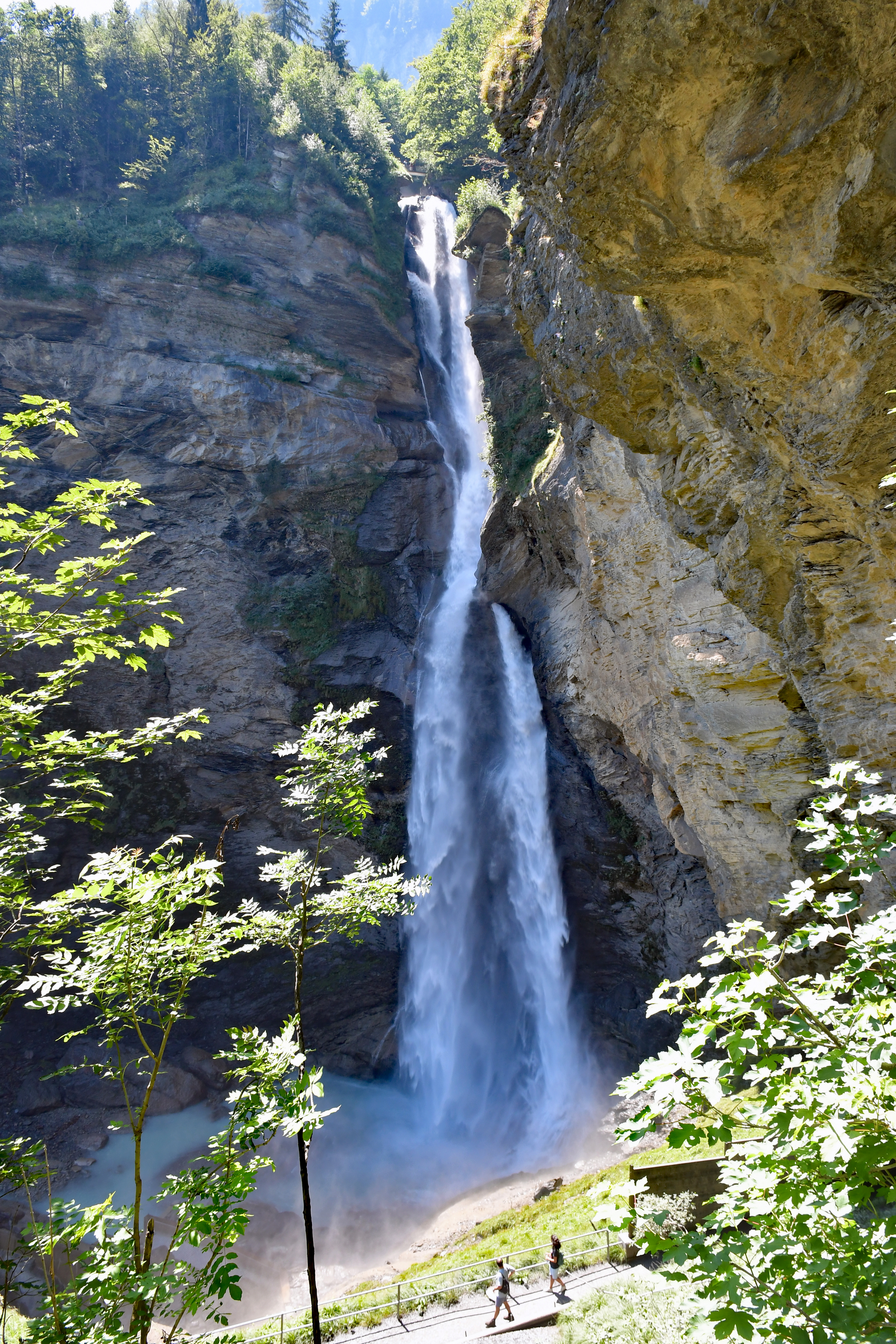
라이헨바흐 폭포

라이헨바흐 폭포(독일어: Reichenbachfall)는 스위스 베르너 오버란트 마이링엔에 위치한 폭포이다. 낙차 250m, 폭 90m의 폭포이다. 110m의 상부 폭포는 그랜드 라이헨바흐 폭포(Grand Reichenbach Fall)로 알려져 있으며, 알프스산맥에서 가장 높은 폭포 중 하나이다. 라이헨바흐는 폭포 꼭대기에서 하슬리탈 계곡 바닥까지 290m의 높이가 된다. 오늘날, 한 수력 발전 회사는 라이헨바흐 폭포의 유량을 연중 특정 기간 동안 이용하며, 유량을 줄인다.
아서 코난 도일의 추리 소설에 등장하는 명탐정 셜록 홈즈가 《마지막 사건》이라는 작품에서 숙적 모리아티 교수와 싸우다 빠져 죽은 장소로 알려져 있다.

## 위치
라이헨바흐탈 아랫쪽의 남쪽 지류인 라이헨바흐 어귀에 위치해 있다. 마이링엔에서 남쪽으로 1.5km, 인터라켄에서 동쪽으로 25km 정도 떨어진 곳에 위치한다. 행정구역상 이 폭포는 베른주의 샤텐할브에 속한다.
이 폭포는 라이헨바흐 폭포 강삭철도(Reichenbach Funicular)로 접근이 가능하다. 마이링엔역에서는 인터라켄과 루체른을 연결하는 브뤼닉 철도의 마이링엔역에서 도보로 20분, 버스로 6분 정도 소요된다.

## 유명 문학

### 아서 코난 도일의 저서, 셜록 홈즈
이 도시와 폭포는 허구적 사건의 장소로 세계에 잘 알려져 있다. 이곳은 아서 코난 도일의 영웅인 셜록 홈즈가 모리아티 교수와 싸우다 죽은 곳이며(원래는 죽은 것으로 끝내려 했지만 독자들의 반발로 후에 다시 살려냈다) 이 사건은 1893년 출간된 “마지막 사건”에 나온다. 이 폭포에 있는 케이블카 역에서는 홈즈를 기억할 수 있는 기념 장소가 있으며 근처에 있는 마이링엔 마을에는 셜록 홈즈의 박물관도 있다.
베른 알프스의 많은 폭포 중, 그는 그의 친구인 헨리 룬 경과 룬 폴리에 의해 스위스 휴일, 라이헨바흐 폭포를 보게 되었고, 라이헨바흐 폭포는 코난 도일에게 큰 인상을 주었다. 헨리경의 손자인 피터 룬은 “나의 할아버지는 도일에게 ‘셜록 홈즈를 라이헨바흐 폭포로 밀어라’라고 말했지만 코난 도일은 폭포에 대해 들어본 적이 없었고 그래서 헨리경은 폭포를 도일에게 보여주었다.” “폭포에 감명 받은 도일이 그의 영웅을 이곳에서 끝내기로 결심했다.”라고 상기하였다.
모리아티 교수가 실제 떨어진 곳은 케이블카 반대편이었다. 이곳은 폭포 정상을 향한 길로 올라감으로써, 다리를 건넘으로써, 언덕 아래쪽의 기차길을 따라감으로써 접근 가능한 곳이다. 이 장소는 명판으로 표시되어 있는데, 영어로 다음과 같이 새겨져 있다. “이 두려운 장소에서, 셜록 홈즈는 모리아티 교수를 완파했다. 1891년 5월 4일.” 셜록 홈즈와 모리아티 교수가 싸운 이 길은 폭포로부터 수백 미터 떨어진 곳에 나타나 있다. 도일이 이 폭포를 보았을 때에, 이 길은 폭포와 만져서 닿을 수 있을 정도로 충분히 가까웠으나 그의 방문 후 수백 년이 지난 지금 이 길은 불안전하고 천천히 부식되어갔으며 폭포가 전에 비해 뒤로 이동하였다.